# Uttlesford
Uttlesford District är ett distrikt (motsvarande kommun) i grevskapet Essex i England, Storbritannien. Distriktet har 92 578 invånare (2022). 
Större orter i distriktet är Great Dunmow och Saffron Walden. I distriktet ligger också London-Stansteds flygplats.

## Civil parishes
Distriktet är indelat i 60 civil parishes: Arkesden, Ashdon, Aythorpe Roding, Barnston, Berden, Birchanger, Broxted, Chickney, Chrishall, Clavering, Debden, Elmdon, Elsenham, Farnham, Felsted, Flitch Green, Great Canfield, Great Chesterford, Great Dunmow, Great Easton, Great Hallingbury, Great Sampford, Hadstock, Hatfield Broad Oak, Hatfield Heath, Hempstead, Henham, High Easter, High Roothing, Langley, Leaden Roding, Lindsell, Little Bardfield, Little Canfield, Little Chesterford, Little Dunmow, Little Easton, Little Hallingbury, Little Sampford, Littlebury, Manuden, Margaret Roding, Newport, Quendon and Rickling, Radwinter, Saffron Walden, Sewards End, Stansted Mountfitchet, Stebbing, Strethall, Takeley, Thaxted, Tilty, Ugley, Wenden Lofts, Wendens Ambo, White Roothing, Wicken Bonhunt, Widdington, Wimbish.